# Matteo Sassano
Matteo Sassano, detto Matteuccio (San Severo, 1667 – Napoli, 15 ottobre 1737), è stato un cantante castrato italiano, di voce sopranile, soprannominato il rosignuolo di Napoli.
Figlio illegittimo e cresciuto da estranei nella città natale, essendo la madre (vedova) dedita alla prostituzione, Sassano fu fatto evirare in patria, da un barbiere del posto, a causa della sua incantevole voce. Il barbiere napoletano Alessandro de Liguoro, cui fu poi affidato, lo portò con sé a Napoli.
Dopo aver studiato al Conservatorio dei poveri di Gesù Cristo, Matteuccio debuttò nella Cappella di Palazzo Reale. Raggiunto il successo, e grazie alla sua avvenenza, si diede a una vita libertina, collezionando avventure sentimentali con donne di alto rango.
Nel 1695, sulla scia dei successi riscossi come primo soprano nella capitale del Viceregno, si trasferì a Vienna, dove fu chiamato a cantare nella Cappella Reale dell'Imperatrice, e qui la sua fama internazionale si accrebbe a dismisura, tale da farne un uomo tanto elegante, bello e affascinante quanto superbo, spavaldo e arrogante. Tornato presto a Napoli, dopo aver insultati alcuni membri dell'aristocrazia ed essersi rifiutato di obbedire agli ordini del viceré, questi lo condannò alla prigione, che peraltro evitò grazie all'indulgenza della viceregina.
Tra il 1698 e il 1700 fu a servizio della corte di Spagna a Madrid, dove il suo canto fuori dell'ordinario ebbe funzione terapeutica per re Carlo II, afflitto da depressione. Fu poi al servizio della duchessa di Medinacoeli, ambasciatrice spagnola a Roma, quindi dell'imperatore d'Austria Giuseppe II.
Si esibì nei teatri fino al 1708; sembra che la sua ultima apparizione in palcoscenico sia legata al Fratricida innocente di Antonio Lotti, rappresentato a Bologna quell'anno. In seguito, rientrato a Napoli e fatto marchese, si dedicò esclusivamente alla Cappella Reale.
Una testimonianza del suo tempo ci informa che vicino a morire, nonostante l'età non più giovane, egli «era solito per mera sua devozione, cantare in chiesa ogni giorno di sabato. Questo valent'uomo [...] aveva una voce sì florida e così chiara, e cantava in qualunque metodo con tanta flessibilità ed agilità, che ogni ascoltante, non vedendolo, lo credeva un giovine nel fior degli anni».